# Кришчюкайтис, Антанас
Антанас Кришчюкайтис (лит. Antanas Kriščiukaitis; 24 июля 1864, Паэжеряй — 30 октября 1933, Каунас), подписывавший свои произведения и как Айшбе (лит. Aišbė), — литовский писатель и судья, председатель Литовского трибунала с 1918 года до своей смерти.
Антанас Кришчюкайтис родился в регионе Сувалкия, в семье зажиточных литовских крестьян. Ещё будучи учащимся Мариямпольской гимназии, он начал публиковать статьи в литовской прессе. Кришчюкайтис изучал право в Московском университете и вступил в тайное общество литовских студентов во главе с Петрасом Леонасом. После окончания университета в 1890 году он работал следователем и судьёй в Москве, Митаве (Елгаве), Тихвине и Новгороде, дослужившись до чина статского советника. Кришчюкайтис вернулся в Литву в 1918 году, где стал председателем Литовского трибунала. В 1922 году он стал профессором уголовного права в недавно созданном Литовском университете, а в 1929 году — советником Государственного совета Литвы. Кришчюкайтис редактировал различные юридические документы, работая над созданием новых литовских юридических терминов и стандартизацией терминологии. В 1931 году он был удостоен ордена Витаутаса Великого (1-й степени), высшей государственной награды Литвы. Кришчюкайтис скоропостижно скончался в 1933 году.
Как писатель Кришчюкайтис прославился своими рассказами, в которых он отошёл от дидактизма, который был распространён в современной ему литовской литературе, к реализму, а также сатирическими произведениями и фельетонам. Его работы, статьи и переводные тексты публиковались в различных литовских периодических изданиях, включая газеты «Аушра» и «Варпас».

## Биография

### Российская империя
Антанас Кришчюкайтис родился 24 июля 1864 года в семье зажиточных литовских крестьян в Паэжеряе, в Сувалкии, тогда входившей в состав Царства Польского, части Российской империи. Позднее его отец перебрался в Бугнай, от названия которого произошёл псевдоним Антанаса — Айшбе (лит. Aišbė), от сочетания A-iš-B (A из B или Антанас из Бугная). После окончания русской начальной школы в Паэжеряе в 1876 году он продолжил своё образование в Мариямпольской гимназии. По воспоминаниям Юозаса Тумаса, Кришчюкайтис интересовался архитектурой и нарисовал архитектурные планы всех церквей в своём районе и даже сделал детальную модель церкви в Альвитасе. Ещё будучи гимназистом, он начал писать по-литовски. Его научно-популярный текст о математическом описании земли был опубликован в трёх номерах журнала «Аушра» в 1884 году. Он также отправил в его редакцию перевод поэмы «Цыганы» Александра Пушкина, который не был опубликован. Как и в большинстве литовских семей того времени, его родители хотели, чтобы Антанас стал священником, но он не чувствовал в себе призвания к этому и в конце 1883 года выбрал изучение математики в Санкт-Петербургском университете. Он быстро бросил учёбу там и решил посвятить себя архитектуре, но на следующий год начал изучать юриспруденцию в Московском университете. Там Кришчюкайтис вступил в тайное общество литовских студентов во главе с Петрасом Леонасом и был его библиотекарем.
Окончив университет в 1890 году, Кришчюкайтис восемь месяцев прослужил в Русской императорской армии, уволившись в звании прапорщика запаса. Из-за политики русификации Кришчюкайтис, будучи католиком, не мог получить государственную должность в Литве. В апреле 1891 года он был назначен судебным кандидатом в Москве. Примерно через полгода его перевели в Митаву (Елгава), где он общался с Йонасом Яблонскисом, Юозасом Тумасом и другими литовскими активистами. Через пять лет Кришчюкайтис был назначен судебным следователем в Тихвин. В тот же период он женился на литовке, но она умерла через год после рождения их сына Йонаса. Кришчюкайтис вновь женился в 1899 году. В 1904 году его повысили до окружного судьи, а в 1912 году он перебрался в Новгород, где работал до начала Революции 1917 года в России. В Российской империи он дослужился до чина статского советника. Во время Первой мировой войны Кришчюкайтис работал с Красным Крестом в Новгороде, где помогал литовским беженцам.

### Независимая Литва
Кришчюкайтис вернулся в Литву в сентябре 1918 года и начал разрабатывать законопроекты для Литовской Тарибы. Партия национального прогресса предложила Кришчюкайтиса на пост первого министра юстиции Литвы. В итоге Петрас Леонас стал министром, а Кришчюкайтис 10 декабря 1918 года был назначен председателем Литовского трибунала, высшего суда в межвоенной Литве. В 1920 году он стал соучредителем и председателем Общества литовских юристов (лит. Lietuvos teisininkų draugija), а также редактором его журнала «Teisė» (право). В общей сложности он был редактором 23 его номеров. В октябре 1922 года Кришчюкайтис был приглашён в качестве профессора уголовного права и процесса в недавно созданный Литовский университет, где начал преподавать в январе 1923 года. Его студенты суммировали его лекции, которые под редакцией и одобрением Кришчюкайтиса были опубликованы в 1928 году. С 1929 года он занимал должность советника-специалиста при Государственном совете Литвы и работал в специальных комиссиях по юридической терминологии (которые были распущены после его смерти), новому уголовному праву и регистрации актов гражданского состояния. Кришчюкайтис был одним из главных авторов и разработчиков судебной реформы 1933 года. В качестве председателя Верховного суда Кришчюкайтис был членом консультативного совета при министре юстиции. Трижды он исполнял обязанности министра юстиции, когда тот отсутствовал. Он также был членом комиссий по государственным наградам.
Под руководством министра Антанаса Туменаса Кришчюкайтис работал над переводом и редактированием Уголовного уложения Российской империи 1903 года, которое всё ещё действовало на территории Литвы, в надежде на разработку нового уголовного кодекса. Этот проект не был принят, но был использован в более поздних переводах русского уложения. Кришчюкайтис был редактором двух томов неофициального сборника законов и постановлений, составленного Антанасом Меркисом в 1922 и 1925 годах, и юбилейной книги, посвященной первому десятилетию литовских судов. Будучи редактором, профессором и судьёй, он уделял особое внимание чистоте и правильности литовского языка, трудясь над стандартизацией литовской юридической терминологии и созданием новых понятий. Кришчюкайтис также работал над тем, чтобы обеспечить соблюдение правила, согласно которому литовский язык будет использоваться во всех судебных разбирательствах, невзирая на жалобы русскоязычных адвокатов.
Он был удостоен ордена Витаутаса Великого 1-й степени, высшей государственной награды Литвы, и ордена Великого князя Литовского Гядиминаса 2-й степени. Кришчюкайтис продолжал работать судьёй и профессором в университете до своей внезапной кончины 30 октября 1933 года в Каунасе. Он был похоронен на старом городском кладбище. Когда оно было преобразовано в современный парк Рамибес, его тело было перезахоронено на Пятрашюнском кладбище. В 1970 году на месте его рождения был установлен мемориальный камень и дорожное святилище.